# Geoffrey Thomas Bennett
Geoffrey Thomas Bennett (1868-1943) est un mathématicien britannique, professeur à l'université de Cambridge.

## Biographie
Né à Londres, il commence ses études secondaires à l'University College School, sous la direction de Robert Tucker. Après un an à l'University College de Londres, Bennett obtient une bourse au St. John's College de Cambridge, où il obtient son diplôme en 1890 en tant que Senior Wrangler. Cependant, la meilleure note aux tripos mathématiques de cette année-là est pour Philippa Fawcett, mais elle n'est pas incluse dans la liste pour son sexe .
À la fin de ses études, il est nommé professeur de mathématiques à l'Emmanuel College de Cambridge. Il est membre du collège de 1893 jusqu'à sa mort en 1943 . Il a aussi un grand intérêt pour la musique et l'athlétisme. C'est un cycliste passionné et un bon pianiste .
Pendant la Première Guerre mondiale, il est membre de la Section expérimentale anti-aérienne (AAES) pour sa polyvalence et pour sa capacité à résoudre des problèmes géométriques par des moyens mécaniques .